# Деркач Василь Григорович (футболіст)
Василь Григорович Деркач (24 жовтня 1965) — радянський, пізніше російський футболіст українського походження, що грав на позиції захисника. Відомий переважно за виступами у складі карагандинського «Шахтаря», у складі якого зіграв майже 200 офіційних матчіа у другій лізі СРСР та Кубку СРСР, а також зіграв 50 матчів у вищій лізі Казахстану, та ставав у складі команди бронзовим призером чемпіонату країни.

## Клубна кар'єра
Василь Деркач розпочав виступи на футбольних полях у 1983 році в команді другої ліги «Торпедо» з Луцька, у складі якої зіграв 13 матчів. На початку 1984 року його призвали на строкову службу в Радянську Армію. Службу Василь Деркач проходив спочатку у дублюючому складі команди першої ліги СКА «Карпати», а пізніше грав за команду ЛВВПУ. Після закінчення служби в армії Деркач з початку 1986 року став гравцем команди другої ліги «Шахтар» з Караганди. Разом із ним до Караганди з України прибули півзахисник Юрій Лелюк і захисник Павло Брюхов. У складі «Шахтаря» Василь Деркач не відразу став гравцем основного складу, оскільки спочатку він відзначався лише дещо екзотичним зовнішнім виглядом та незграбністю у поводженні з м'ячем. Проте поступово, незважаючи на свої недоліки, він став не лише одним із основних гравців, а й одним із улюбленців уболівальників та головних тренерів команди. Поступово він став не лише одним із основних захисників команди, а у двох останніх сезонах чемпіонатів СРСР він ставав і кращим бомбардиром «Шахтаря», відзначившись відповідно 10 і 9 разів. Проте Деркач при цьому був небезпечним і для власних воріт, зокрема у сезоні 1990 року він не лише відзначився 10 забитими м'ячами у ворота суперників, а й 3 автоголами у власні ворота. На початку 1992 року Василь Деркач на нетривалий час повернувся до України, де зіграв 3 матчі в першому чемпіонаті незалежної України в першій лізі за мукачівський «Приладист». Після цього футболіст повернувся до «Шахтаря», в якому дебютував у вищій лізі Казахстану, зігравши 19 матчів. Надалі Василь Деркач отримує запрошення від російського клубу «Металург» з Новотроїцька. У «Металурзі» футболіст грав протягом трьох років у другій російській лізі, а далі в 1995 році грав за владивостоцький«Промінь» у першій російській лізі. У кінці 1995 року Деркач повернувся до Караганди, й у складі «Шахтаря» зуів вибороти бронзові нагороди чемпіонату Казахстану. Футболіст виступав у складі карагандинського клубу до кінця 1996 року, після чого повернувся до Новотроїцька, проте за місцевий «Металург» більше не грав. Надалі Василь Деркач грав у російських аматорських та нижчолігових командах «Харчовик» (Орськ), «Іртиш» (пізніше «Будівельник» з Тобольська), «Титан» (пізніше «Березники» з однойменного міста), закінчив виступи на футбольних полях у 2001 році.